# Stanisław Węgrzecki

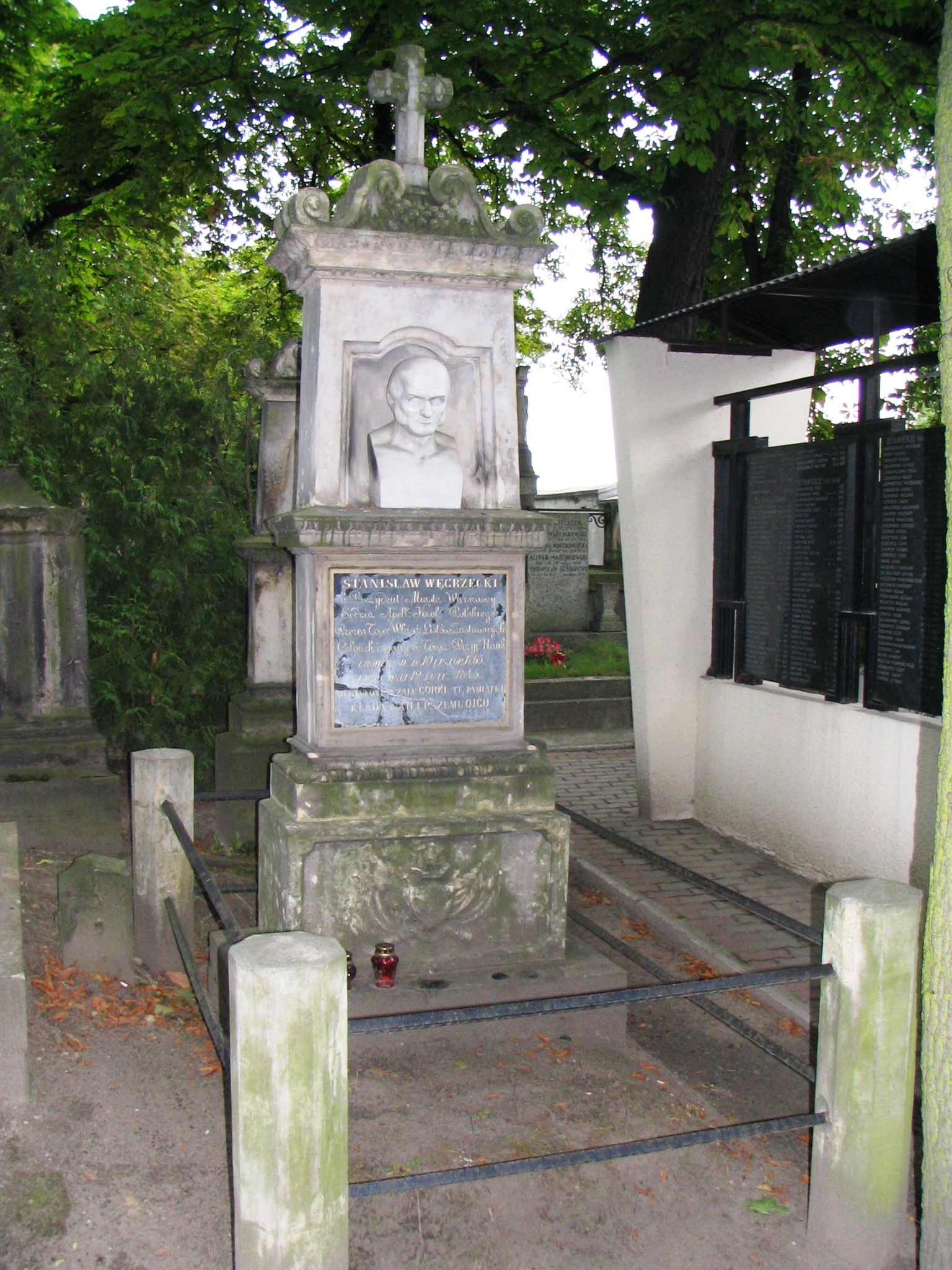
Grób Stanisława Węgrzeckiego na Powązkach; Warszawa, 24 lipca 2008

Stanisław Węgrzecki (ur. 10 listopada 1765 w Warszawie, zm. 12 lutego 1845 tamże) – prawnik, prezydent Warszawy, senator-kasztelan Królestwa Polskiego od 8 sierpnia 1831 roku, jakobin polski, plenipotent skarbu koronnego, członek loży wolnomularskiej Świątynia Mądrości.

## Życiorys
Ukończył prawo. Studiował w Krakowie i za granicą.
Był bliskim współpracownikiem Hugona Kołłątaja. 29 sierpnia 1792 roku złożył akces i wykonał przysięgę konfederacji targowickiej. Był członkiem sprzysiężenia przygotowującego wybuch insurekcji kościuszkowskiej. Brał udział w insurekcji warszawskiej.
W marcu 1807 został wiceprezydentem Warszawy, a od 4 lipca 1807 do grudnia 1815 był prezydentem miasta. Ustąpił wskutek zatargu z wielkim księciem Konstantym. W latach 1812–1815 był też komendantem Gwardii Narodowej.
Od 1816 był sędzią apelacyjnym. Od 1817 był prezesem Trybunału Handlowego. W 1829 Stanisław Węgrzecki przeszedł na emeryturę i został wybrany prezesem Komitetu Właścicieli Listów Zastawnych.
30 listopada 1830 ponownie został prezydentem miasta, ale 26 czerwca 1831 został usunięty z urzędu. Jako senator podpisał 25 stycznia 1831 roku akt detronizacji Mikołaja I Romanowa.
W 1815 roku był wielkim pieczętarzem Wielkiego Wschodu Narodowego Polski. Stanisław Węgrzecki należał do Wolnomularstwa Narodowego. Był też członkiem Towarzystwa Warszawskiego Przyjaciół Nauk.
Stanisław Węgrzecki zmarł 12 lutego 1845 w Warszawie i został pochowany na cmentarzu Powązkowskim (kwatera 15-1-5). Na jego grobie został wystawiony pomnik dłuta Jakuba Tatarkiewicza. Nagrobek został odnowiony staraniem Społecznego Komitetu Powązek na początku lat 80. XX wieku.